# Pallas-Klasse (1808)
Die Pallas-Klasse war ein Klasse von circa. 57 Fregatten der französischen Marine, welche im 19. Jahrhundert in Dienst standen.

## Allgemeines
Die Schiffsklasse wurde von Jacques-Noël Sané 1805 entworfen und wurde nach ihrem ersten Schiff, der Pallas, benannt, diese wiederum nach der Göttin der Weisheit. Der erste Stapellauf war 1808 jener der Pallas, der letzte 1821 jener der Armide.
Einige Schiffe wurden auf niederländischen und italienischen Werften erbaut und von der niederländischen bzw. österreichischen Marine in Dienst gestellt.

## Technische Beschreibung
Die Pallas-Klasse war als Batterieschiff mit einem durchgehenden Geschützdeck konzipiert und hatte eine Länge von 46,93 Metern (Geschützdeck), eine Breite von 11,91 Metern und einen Tiefgang von 6,2 Metern. Sie war ein Rahsegler mit drei Masten (Fockmast, Großmast und Kreuzmast), lediglich am Kreuzmast befand sich auf der untersten Position (Unterbesansegel) ein Gaffelsegel. Der Rumpf schloss im Heckbereich mit einem Heckspiegel, in den eine Galerie integriert war, die in eine seitlich angebrachte Seitengalerie mündete.
Die Besatzung hatte im Frieden eine Stärke von 260 und im Krieg von 340 Mann. Die Bewaffnung bestand bei Indienststellung aus 44 Geschützen.
|        | Batteriedeck            | Backdeck                                        | Achterdeck                                      | Kanonen (Geschossgewicht) |
| ------ | ----------------------- | ----------------------------------------------- | ----------------------------------------------- | ------------------------- |
| Design | 28 × 18-Pfünder-Kanonen | 8 × 8-Pfünder-Kanonen 8 × 36-Pfünder-Karronaden | 8 × 8-Pfünder-Kanonen 8 × 36-Pfünder-Karronaden | 44 Geschütze (210 kg)     |

## Schiffe der Pallas-Klasse (unvollständig)
- Pallas (1808)
- Renommée (1808)
- Méduse (1810)
- Nymphe (1810)
- Armide (1821)